# Kérity (Finistère)
Pour les articles homonymes, voir Kérity.
Kérity est un quartier de la commune de Penmarc'h dans le Pays Bigouden (Finistère), au même titre que Saint-Pierre, Saint-Guénolé et Penmarc'h-Bourg (anciennement Tréoultré).
Le port de Kérity est aujourd'hui tourné vers l'accueil de la plaisance, après le départ des derniers bateaux de pêche vers le port voisin de Saint-Guénolé à la fin des années 1990.

## Histoire

### Temps modernes
Charles Colbert de Croissy écrit en 1665 que la grande rade de Penmarc'h [en fait de Kérity] « à cinq ou six brasses d'eau en grande marée, et que les vaisseaux de deux à trois cents thonneaux [tonneaux] y peuvent encrer [ancrer], charger et descharger par le moyen des petits bastiments, et à l'esgard [égard] de la petite rade, qu'elle n'a que trois brasses et demye en grande marée, et n'est propre que pour les vaisseaux de cinquante à soixante thonneaux ». C'était le centre principal de l'activité maritime de Penmarc'h à l'époque. 
En 1792 Lesconil et Guilvinec n'avaient qu'une chaloupe, Sainte-Marine 3, Treffiagat et Kérity 4 chacun, L'Île-Tudy 8, Concarneau 250 et Douarnenez 275 environ.

### Le naufrage de laGalathéeen 1795
La frégate Galathée, de retour d'Irlande, s'échoua devant Kérity dans la nuit du 23 au 24 avril 1795 . Son épave a été découverte en 2017 devant les Étocs de Kérity par un pêcheur d'ormeaux ; on a trouvé depuis des obusiers, des pierriers, un pied de Roy, des balles de mitraille et de mousquets, etc...

### Kérity auXIXesiècle

#### L'aménagement du port vers 1875
À l'origine, on ne trouvait qu'une fosse d'environ 1 500 mètres de long, au milieu de roche basses et ne présentant aucun véritable abri ; de plus ce n'était qu'un simple port d'échouage.
Selon l'ingénieur des Ponts et Chaussées Armand de Miniac, il n'existait jusque-là à Kérity qu'« une sorte de cale grossière, longue de 140 m, formée de débris d'un ancien ouvrage » ; « le hâvre de Kérity est situé au milieu d'une côte rectiligne, dépourvue d'anfractuosités ; à marée basse, la mer se retire, l'asséchant totalement » ; son accès était de plus rendu très dangereux et l'embarquement et le débarquement y présentaient de grandes difficultés.
Après l'abandon en 1846 d'un projet de création d'un port de relâche pour les navires passant au large, un projet plus modeste aboutit à partir de 1875 avec la construction d'un môle-abri et d'un mur de défense du littoral long de 227 mètres. En 1900, la protection du port est enfin assurée par la construction d'un brise-lames long de 410 m.

#### L'école du hameau de Kérity
Dans le cadre d'un programme de constructions de 49 écoles décidé par le département du Finistère entre 1878 et 1885, une école est ouverte au hameau de Kérity.

#### Description de Kérity à la fin duXIXesiècle
Alexandre Nicolaï décrit ainsi Kérity en 1893 :

« Du bourg de Penmarch à Querity [Kérity] d'un côté, à Saint-Guénolé de l'autre, et partout à plusieurs lieues à la ronde, tout évoque lamentablement la dévastation au milieu des ajoncs et des bruyères. Les murs de pierre sèche qui séparent tous les héritages entre eux, quadrillant bizarrement le sol sur une superficie de plusieurs kilomètres carrés, sont uniformément faits de démolitions, de marches, de dalles, de moellons, de corniches souvent sculptées où mordent les lichens gris et jaunes, où s'agriffent les mousses et les joubarbes ; des fondations viennent partout affleurer le sol là où il est resté inculte ; des pans de murailles tiennent çà et là par miracle ; quelques fermes fortifiées du XVe siècle et du XVIe siècle, rares documents archéologiques, ont résisté à la faveur de leurs épaisseurs de pierres auxquelles des meurtrières, de petites tours qui faisaient office de guettes, leurs portes basses, leurs fossés, conservent tout de cet aspect méfiant et sournois qui fit dans doute leur salut. Cela dit assez combien l'existence dut être dure aux pauvres peinards de la glèbe toujours sous le coup d'une audacieuse entreprise, d'un coup de main, d'une razzia. (...) Des malheureux se sont encore obstinés là ; cinq ou six familles de pêcheurs se débattent entre les redoutables écueils de Penmarch, où la mer a des mugissements de taureau et frappe les granits de son incessant bélier ; petit port de Quérity, où les barques viennent s'échouer sur le sable après les ballottements, où sèchent les filets sur les parapets du môle, »

### Le port de pêche
Les pêcheurs de Kérity utilisaient essentiellement des chalutiers et des palangriers. L'unique thonier de Kérity, le Versailles, fut coulé en 1917 par un sous-marin allemand.

### Kérity auXXesiècle

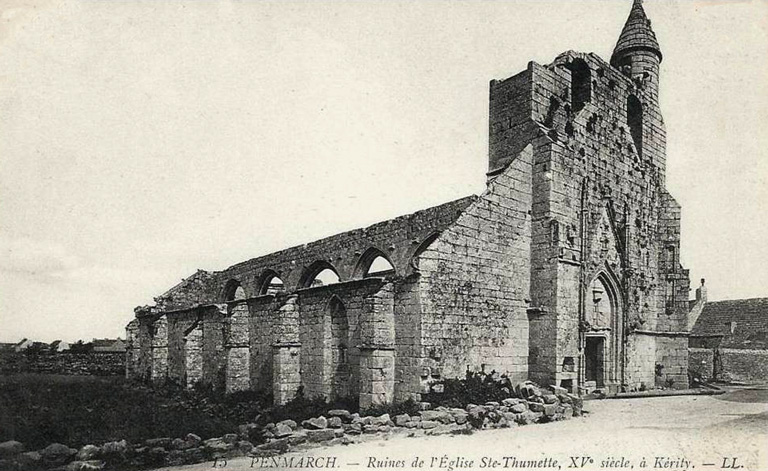
Kérity : ruines de l'église Sainte-Thumette vers 1900

#### Un monde à part
Auguste Dupouy décrit ainsi la psychologie des pêcheurs de Kérity au début du XXe siècle :

« Dans Penmarc'h même, les gens de Kérity diffèrent des autres par l'esprit comme par le costume : différence, répétée sur toute la côte cornouaillaise, du pêcheur (...), accusée chez les femmes, les "paysannes" et les "artisanes", par la différence des coiffes. (...) On s'y sent supérieur aux gens des villages voisins. Longtemps, un mariage avec une "bigoudenn" y passa pour une mésalliance. La propreté habituelle des intérieurs [chez les pêcheurs] contraste avec la négligence si fréquente [dans le monde paysan]. »

Les femmes de Kérity ne portaient pas la coiffe bigoudène, mais la coiffe poch flak, coiffe des ouvrières des friteries [conserveries], leurs cheveux et les rubans les attachant étant protégés par une poche arrière, coiffe que l'on retrouvait dans les autres ports où se trouvaient des conserveries.

#### La création de la paroisse

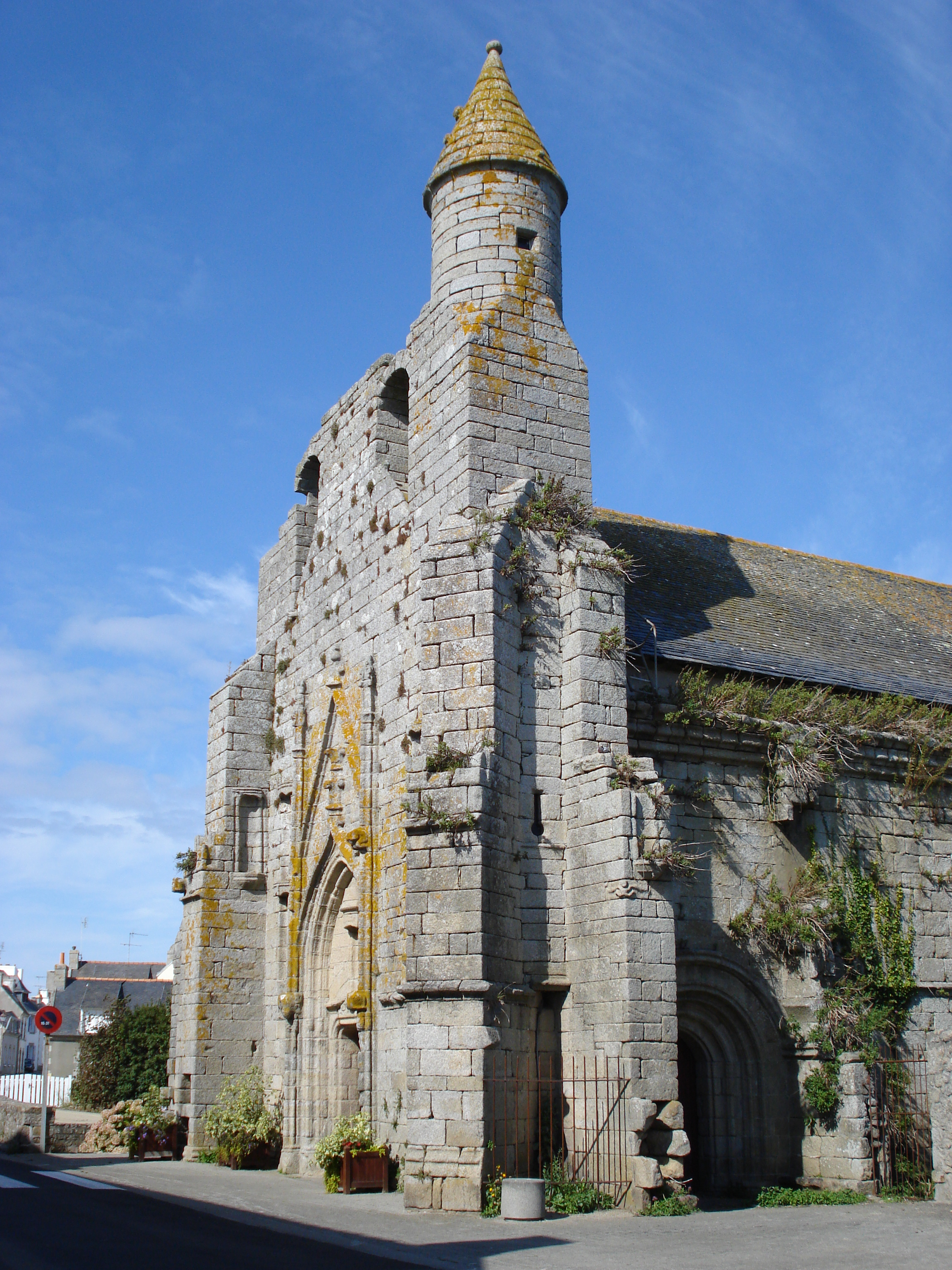
Façade de l'Église Sainte-Thumette de Kérity, avant la restauration de 2016

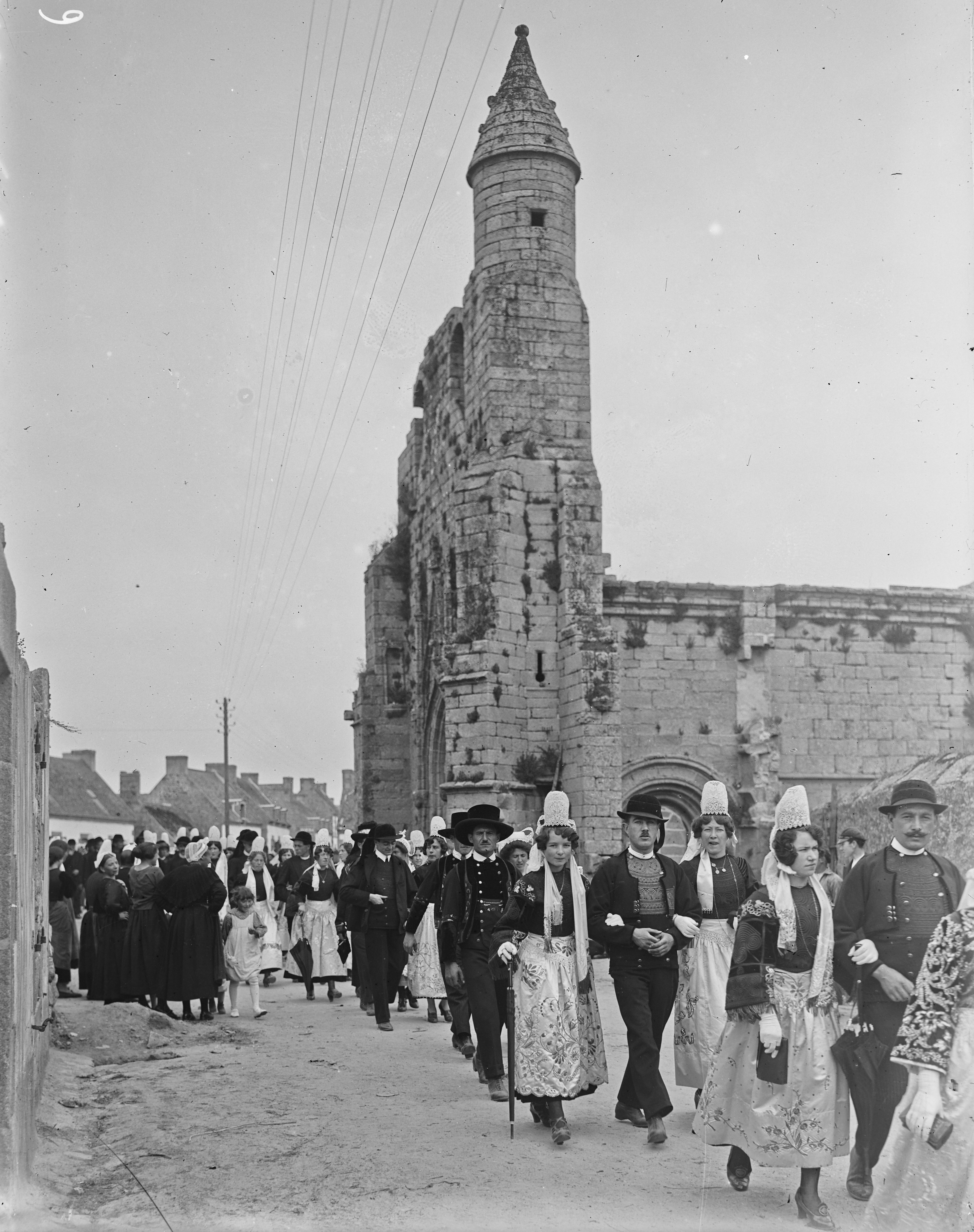
La fête des Cormorans à Penmarc'h le 5 août 1923 : Bretons et Bretonnes défilant devant l'église alors ruinée de Kérity (Agence Rol).

La paroisse Saint-Pierre de Kérity est créée par ordonnance épiscopale le 8 mars 1949 et l'église Sainte-Thumette, dédiée à Sainte Thumette, devient alors son église paroissiale.
Cette église, qui date du XVIe siècle, est à l'origine une chapelle de Penmarc'h qui subit de plein fouet la décadence de Tréoultré, pour finir par être ruinée au XIXe siècle. Ses ruines sont classées au titre de monument historique le 7 février 1916. En 1924, le recteur de Penmarc'h et auteur d'une monographie sur la ville, souhaite la restauration de cette église, qu'il décrit en partie gagnée par la végétation, ainsi que son retour au culte ; « Il suffirait de jeter une charpente et une toiture sur ces piliers et ces murailles pour rendre à sa destination première l'église de Kérity. ». Après l'érection de Kérity en paroisse, cette église fait l'objet d'une restauration en 1950 sous l'autorité des monuments historiques, pour être bénite le 3 juin 1951. En 2015 et 2016, l'édifice fait l'objet d'une nouvelle restauration.
Contemporaine de l'église Saint-Nonna de Penmarc'h, elle est donc de style gothique flamboyant et se compose d'une nef à cinq travées, d'un bas-côté nord et d'un chevet plat, à la mode à cette époque.

#### Le naufrage du23 mai 1925
Le 23 mai 1925, deux bateaux de pêche de Kérity, le Saint-Louis et le Berceau de Saint-Pierre chavirent par mauvais temps près du port. Les canots de sauvetage de Kérity et de Saint-Pierre se portent à leur secours, mais chavirent à leur tour près de la roche La Jument. Ces accidents firent en tout 27 victimes, 12 pêcheurs et 15 canotiers ; dix marins furent sauvés par deux bateaux de pêche qui se trouvaient à proximité, le Gérard Samuel et L'Arche d'alliance.

#### L'après Seconde Guerre mondiale
Le 16 septembre 1947 le remorqueur français La Cigale, après avoir heurté la roche de la Jument près des Étocs, face à Kérity, coule ; l'équipage fut sauvé par une pinasse sardinière  L'Union Sociale de Kérity.
Le cinéma Eckhmül ouvre en 1955 et existe toujours.
Les derniers bateaux de pêche ont rejoint le port voisin de Saint-Guénolé à la fin de la décennie 1990. L'ancienne criée est devenue salle communale

## Tourisme
Comme le reste de la commune de Penmarc'h, Kérity accueille l'été de nombreux touristes. Aussi, des lieux d'accueil se sont développés : campings, gîtes et chambres d'hôtes en particulier, alors que les hôtels sont concentrés à Saint-Guénolé. Les principales curiosités sont le port et la côte, l'église Sainte-Thumette du XVIe siècle, ainsi que quelques manoirs et maisons anciennes.

## Tableaux
Des peintres ont représenté Kérity ; parmi eux :
- Charles-François Daubigny : Le village de Kérity en Bretagne.
- Karl Daubigny (fils de Charles-François Daubigny) : Les vanneuses à Kérity.
- Louis Marcoussis : La gare de Kérity (1927, huile sur carton, 33 x 47 cm, musée des beaux-arts de Rennes)[20] ; Paysage de Kérity (1927)[21].
- Jacques Humblot : La grève à Kérity (1959)[22]

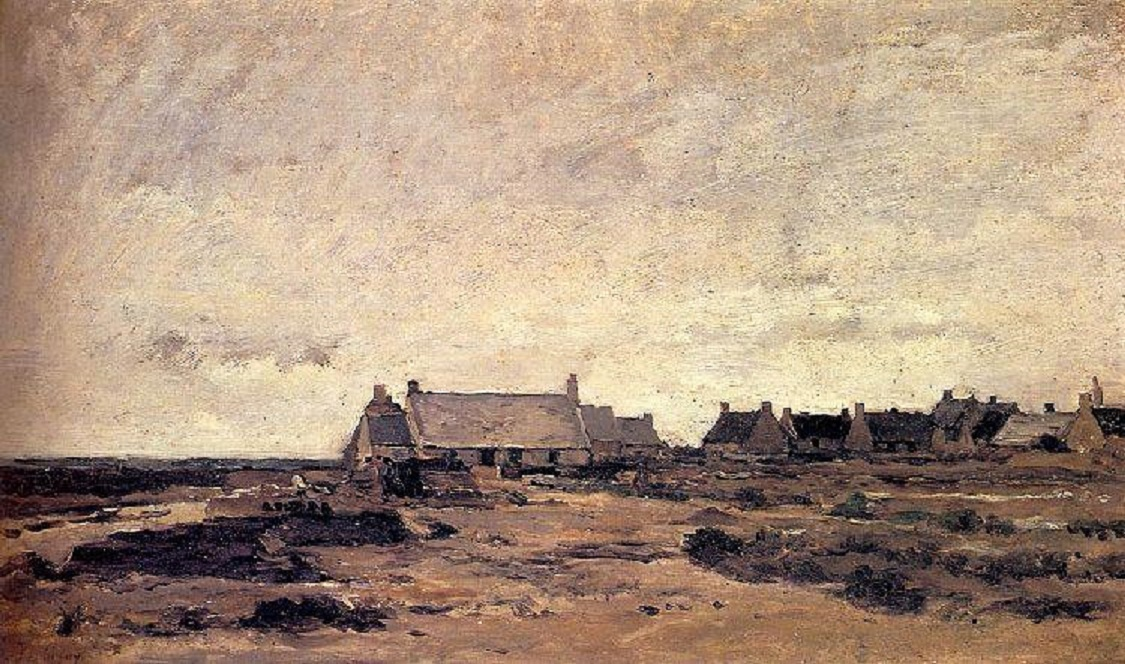
Charles-François Daubigny : Le village de Kérity en Bretagne
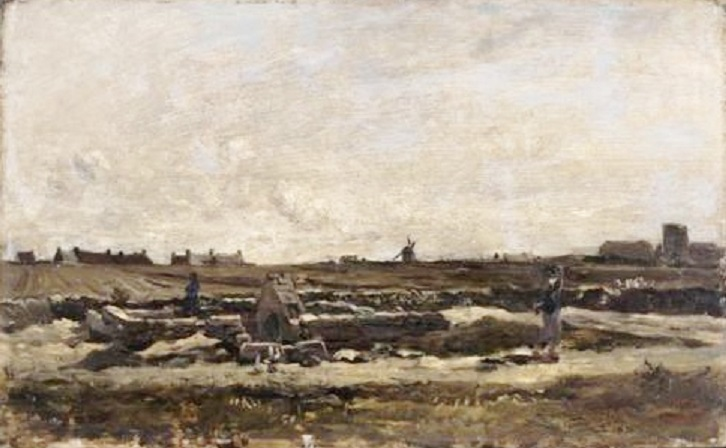
Charles-François Daubigny : Vue de Kérity : la fontaine
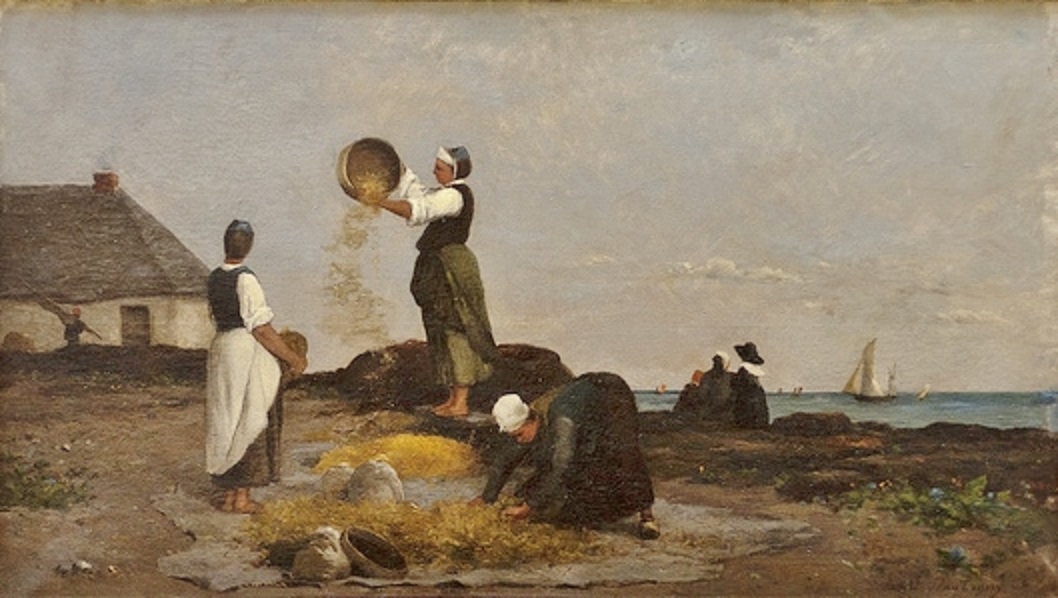
Karl Daubigny : Les vanneuses à Kérity (1886, musée des beaux-arts de Brest)

## Sculpture
- La sculpture en bronze, représentant un marin accroché d'une main à une épave en bois et levant l'autre main en signe d'appel, œuvre du sculpteur penmarchais Dan Berrou, érigée en 1998, commémore le naufrage du 23 mai 1925 (27 hommes péris en mer) ; elle est située en bord de mer entre Kérity et Saint-Pierre.